# سوفیه یوهانسدوتر
سوفیه یوهانسدوتر (نروژی: Sofie Johannesdotter) زادهٔ ۲۴ اوت ۱۸۳۹ و مرگ به تاریخ ۲۲ فوریه ۱۸۷۶م، آخرین زنی بود که در نروژ اعدام شد.
او در اتحاد سوئد و نروژ به دنیا آمد. متهم به مسموم کردن و قتل دست کم ۳ نفر در هالدن کنونی شد. بعد از دستگیری در تاریخ ۲۴ مارس ۱۸۷۵م، در دادگاه مجرم شناخته و متعاقباً اعدام شد.

## پیشینه
سوفیه یوهانسدوتر در سال ۱۸۳۹م، در روستای کوچکی از دالسلاند در زمان اتحاد سوئد و نروژ به دنیا آمد. پدر و مادر او دهقانانی فقیر بودند که علاوه بر سوفیه، ۵ فرزند دیگر به دنیا آورده اما در همان شیرخوارگی دو نوزاد خود را از دست داده بودند. سوفیه یوهانسدوتر حتی در مقایسه با معیارهای آن زمان، کم سواد بود. تازه وقتی ۱۵ سال داشت و آنهم به منظور پیش آمادگی برای مراسم غسل تعمید، شروع به یادگیری خواندن و نوشتن کرد. مراسم در سال ۱۸۵۴م، برگزار شد و توانایی خواندن سوفیه طبق برآورد کشیش، بسیار ضعیف بود. همچنین روایاتی از بدرفتاری والدین با سوفیه نیز گزارش شده بود.
در سال ۱۸۶۷م، سوفیه به دنبال یافتن شغل و درآمد راهی جنوب شرقی نروژ شد و در هالدن، مدتی در یک کارخانه نخریسی مشغول کار شد. اما سال بعد موفق شد به عنوان خدمتکار خانه، در خدمت یکی از تجار محل، شغلی برای خود، به دست آورد.

### اتهام و جرم
مدت کوتاهی پس از ورود سوفیه، به خانه تاجر، سایر خدمتکاران شروع به شکایت از رفتار پرخاشجو و خصمانه وی کردند. ظاهراً چندین نفر از آنها شغل خود را به همین علت رها کرده و رفتند. همچنین به ادعای دیگر خدمتکاران، سوفیه، هر وقت چشم دیگران را دور می‌دید از آذوقه و اموال خانه می‌دزدید.

 در ۱۶ اکتبر ۱۸۶۹م، یکی از خدمتکاران، به‌طور ناگهانی درگذشت. ابتدا تصور شد که علت مرگ ابتلا به وبا بوده‌است. اما بعد معلوم شد که علت مرگ، مسمومیت در اثرمرگ موش
بوده‌است. گویا چند روز پیش از این ماجرا خواهر سوفیه، مقداری  آرسنیک به وی هدیه داده بوده‌است و سوفیه هم از همین ماده استفاده کرده و چای قربانی را مسموم کرده بود. انگیزه این قتل هرگز روشن نشد. اما چند روز پیشتر، سوفیه با قربانی دعوا کرده بود و قربانی از شغل خود استعفاء داده بود و به زودی قصد ازدواج داشت و سوفیه مورد سوء ظن قرار گرفت.

در ۱۲ اکتبر ۱۸۷۲م، همسر تاجر که ۶۳ سال داشت، به یک بیماری مرموز دچار شد و ۴ روز بعد درگذشت. همسر تاجر به عنوان خانم خانه، قبلاً تا آن زمان، بارها سعی کرده بود، شوهر خود را متقاعد کند که سوفیه را بیرون کند. اما تاجر که آقای خانه بود از سوفیه دفاع کرده و دخترک خدمتکار را اخراج نکرده بود. به ادعای دیگر خدمتکاران خانه، سوفیه به دنبال یکی از همین اختلاف‌ها در خفا به آنها گفته بود:عاقبت کسی باید این زن را بکشد که ما از دستش راحت شویم. به هر حال در مورد این مرگ مشکوک هم، سوء ظن بیشتر از هر چیز و هر کس، متوجه سوفیه شد.

دو سال بعد در تاریخ ۱۰ اکتبر ۱۸۷۴م، صاحب خانه سرانجام متوجه دزدی سوفیه شده بود و به او دستور داده بود تا خانه اش را ترک کند. گویا همان روز سوفیه در آش جوی صاحب خانه، مرگ موش ریخته و مرد تاجر را مسموم کرده بود. قربانی که صاحب و آقای خانه بود، عصر همان روز به سختی بیمار شد و از دنیا رفت.

در ۱۷ ژانویه ۱۸۷۵م، سوفیه بار دیگر تلاش کرد تا دختر ۱۶ ساله صاحب خانه مرحوم را به وسیله مرگ موش، از بین ببرد. این بار قربانی گرچه به سختی مسموم شد، اما زنده ماند. بعدها سوفیه یوهانسدوتر اعتراف کرد که چون قربانی دچار آنفولانزا شده بود و زحمت پرستاری از دختر بیمار او را بیش از حد خسته کرده بود، دست به این اقدام زده و قربانی را مسموم کرده بود. در اثر این مسمومیت دختر صاحب خانه گرچه زنده ماند، اما تا آخر عمر معلول بود و از عواقب مسمومیت رنج برد. او بعدها با یک کشیش  متدیست آمریکایی ازدواج کرد و چند سرود مسیحی نیز از وی باقی مانده‌است.

یک ماه بعد، در ۱۰ فوریه همان سال، سوفیه یوهانسدوتر در حالی که وسایل شخصی خود را قبلاً از خانه خارج کرده بود، خانه صاحب کار خود را به آتش کشید. ساختمان محل به کلی سوخت، اما کسی در این ماجرا آسیب جسمی ندید.

### دستگیری و تجسس
سوء ظن به سوفیه یوهانسدوتر از ابتدا به تمامی بر شایعات استوار بود. بعد از ماجرای آتش‌سوزی، شایعاتی در محل شکل گرفت که متوجه نقش او در این سانحه ناگوار بود. همان سال به دنبال شدت گرفتن این شایعات، در تاریخ ۲۳ مارس سال ۱۸۷۵م، جسد مرد تاجر و همسر مقتولش از قبر خارج شد و برای کالبد شکافی به بیمارستان برده شد. به دنبال تحقیقات پزشکی در جسد هر دو قربانی، مقدار قابل ملاحظه ای آرسنیک کشف شد. در حالی که پیش از این، سوفیه یوهانسدوتر به هیچ وجه مورد سوء ظن مقامات رسمی در این خصوص نبود، مأموران در نامه‌های سوفیه به خواهرش در سوئد کشف کردند که سوفیه چند بار از خواهرش، ظاهراً به منظور درمان یک بیماری پوستی، آرسنیک تقاضا کرده‌است. این کشف، اتهام قتل را شدیداً متوجه سوفیه کرد. در اثر این اتهام سوفیه دستگیر شد.
روز بعد از دستگیری او را به بیمارستان برده و با اجساد روبرو کردند.
در مواجهه با اجساد، سوفیه یوهانسدوتر به هر دو قتل اعتراف نمود.

چند روز بعد سوفیه به قتل دخترک خدمتکاری که همکارش بود نیز اعتراف کرد. در ادامه او مسئولیت مسموم کردن دختر صاحب خانه و آتش زدن ساختمان خانه را نیز به گردن گرفت. همچنین او به چند مورد آتش‌سوزی و سرقتهای متعدد کوچک از کارفرمای خود معترف شد. مقامات همچنین او را به دلیل مرگ یک باغبان و پدرش و همچنین تلاش برای مسموم کردن یک زن سالمند، مورد بازجویی قرار دادند. اما در طول این بازجویی‌ها سوفیه یوهانسدوتر، هر گونه دخالت در این وقایع را شدیداً انکار کرد و این اتهامات هرگز ثابت نشد.

### محاکمه و اعدام
دادگاه در تاریخ ۱۹ ژوئیه سال ۱۸۷۵م، تشکیل شد و سوفیه یوهانسدوتر در ارتکاب ۳ قتل، مجرم شناخته شد. دادگاه برای مجرم تقاضای حکم اعدام نمود. در نوامبر همان سال، حکم اعدام توسط دادگاه عالی کشور تأیید شد.
پادشاه وقت نروژ اسکار دوم نیز نهایتاً با وجود مخالفت سرسختی که با احکام اعدام داشت، حکم اعدام سوفیه یوهانسدوتر را پذیرفت. در طول این روند قضایی، سوفیه مرتباً در زندان، توسط یک کشیش مسیحی ملاقات می‌شد. او در روزهای آخر خود در زندان، ظاهراً به شدت به مذهب روی آورده و وقت خود را به دعا و نیایش می‌گذراند.

 سرانجام در تاریخ ۱۸ فوریه ۱۸۷۶م، حکم اعدام در مورد سوفیه یوهانسدوتر به موعد اجرا گذاشته شد و گردن او به ضرب تبر جلاد در هالدن قطع شد. گفته شده‌است که سوفیه تا آخرین لحظات زندگی خود نیز باصدای بلند سرودهای مسیحی می‌خوانده‌است.